# Black Knight (Dreux)
Pour les articles homonymes, voir Black Knight (homonymie).
Black Knight est une peinture à l'huile sur toile du peintre français Alfred de Dreux, créée dans les années 1840 ou 1850, et conservée dans la galerie Ary Jan ainsi que dans la collection privée de Mohammad al Marzouq. 
Ce portrait de cheval noir a été commenté pour sa beauté et sa maîtrise.

## Réalisation
Élève de Géricault, Alfred de Dreux s'est spécialisé dans les peintures de chevaux et a développé un style relativement unique, mêlant scène de genre et art sportif. D'après Caroline Legrand, il a mené le portrait de cheval à « un niveau de maîtrise absolu ».
Marie-Christine Renauld référence ce tableau au numéro 300 dans son catalogue raisonné de l’œuvre d'Alfred de Dreux, paru en 2008. Il existe aussi une lithographie inspirée de ce tableau.
Laurent Delalex date la toile à 1845-1848, tandis que la La Gazette Drouot lui attribue une réalisation vers 1855-1860.

## Description
Le tableau est un portrait d'élégant cheval noir, qualifié de « magistral » par Laurent Salomé. Il s'agit d'un Pur-sang. Les balzanes blanches de ce cheval noir accrochent la lumière du tableau et donnent au cheval une dimension princière ou surnaturelle.
L’œuvre mesure 90,5 × 72 cm ; il s'agit d'une peinture à l'huile sur toile. L’œuvre est signée par l'artiste.
D'après Géraldine Bidault, c'est avec ce portrait que De Dreux atteint « la plénitude de son art » dans la représentation de chevaux.

## Historique
Black Knight a été conservé par la collection Talleri, puis vendu aux enchères en 1992 à Orléans.
En 2020, ce tableau est estimé par la Gazette Drouot à une fourchette de 30 000 à 50 000 €. Black Knight est conservé à la galerie Ary Jan ainsi que dans la collection privée de Mohammad Al Marzouq. 
Ce tableau est prêté au château de Versailles à partir de juillet 2024, pour l'exposition « Cheval en Majesté ».